# Piotrówka (Olsa)
Die Piotrówka (polnisch) bzw. Petrůvka (tschechisch) ist ein rechter Nebenfluss der Olsa in Polen und Tschechien.

## Verlauf
Die Piotrówka entspringt am südwestlichen Rand des Dorfes Zamarski im Vorland der Schlesischen Beskiden in Polen. Ihr Lauf führt zunächst vorbei an Pastwiska (Pikiety) nach Westen und wendet sich bei Zamarski (Rudów) in nördliche Richtung. Über Hażlach (Czuchów, Górski, Kopiec), Kończyce Wielkie (Babilon, Centrum, Drzewaniec, Stawiska), Kończyce Małe (Ulica, Karolinka, Zagrodniki), erreicht das Flüsschen Zebrzydowice (Kotucz und Kisielów), wo mit der Pielgrzymówka der größte Zufluss einmündet. Danach ändert die Piotrówka ihren Lauf nach Nordwesten und fließt durch Marklowice Górne. Danach erreicht das Flüsschen tschechisches Gebiet und wird als Petrůvka bezeichnet. An seinem Lauf folgen sich die Ortschaften Dolní Marklovice, Pustky und Petrovice u Karviné. An ihrem Unterlauf nimmt die Petrůvka östliche Richtung und bildet unterhalb der Urbančík-Teiche auf einer Länge von 6,2 Kilometern die Grenze zwischen Polen und Tschechien. Auf polnischer Seite erstrecken sich Skrbeńsko und Podlesie, linksseitig in Tschechien Dolany und Závada. Nach 31 Kilometern mündet die Piotrówka/Petrůvka gegenüber dem Kraftwerk Dětmarovice in die Olsa.
Ihr Einzugsgebiet beträgt 146,52 km², davon liegen 136,4 km² auf polnischen Gebiet. Im tschechischen Einzugsgebiet leben 2930 Menschen.

## Zuflüsse
- Lutnia (r), Kopiec
- Wschodnica (l), Kończyce Wielkie
- Kaczor (l), Kończyce Małe
- Pielgrzymówka (r), Zebrzydowice Górne
- Petrůvka (l), Zebrzydowice Dolne
- Zimný důl (l), Petrovice u Karviné
- Olšinka (l), Závada